# Bastardindigo

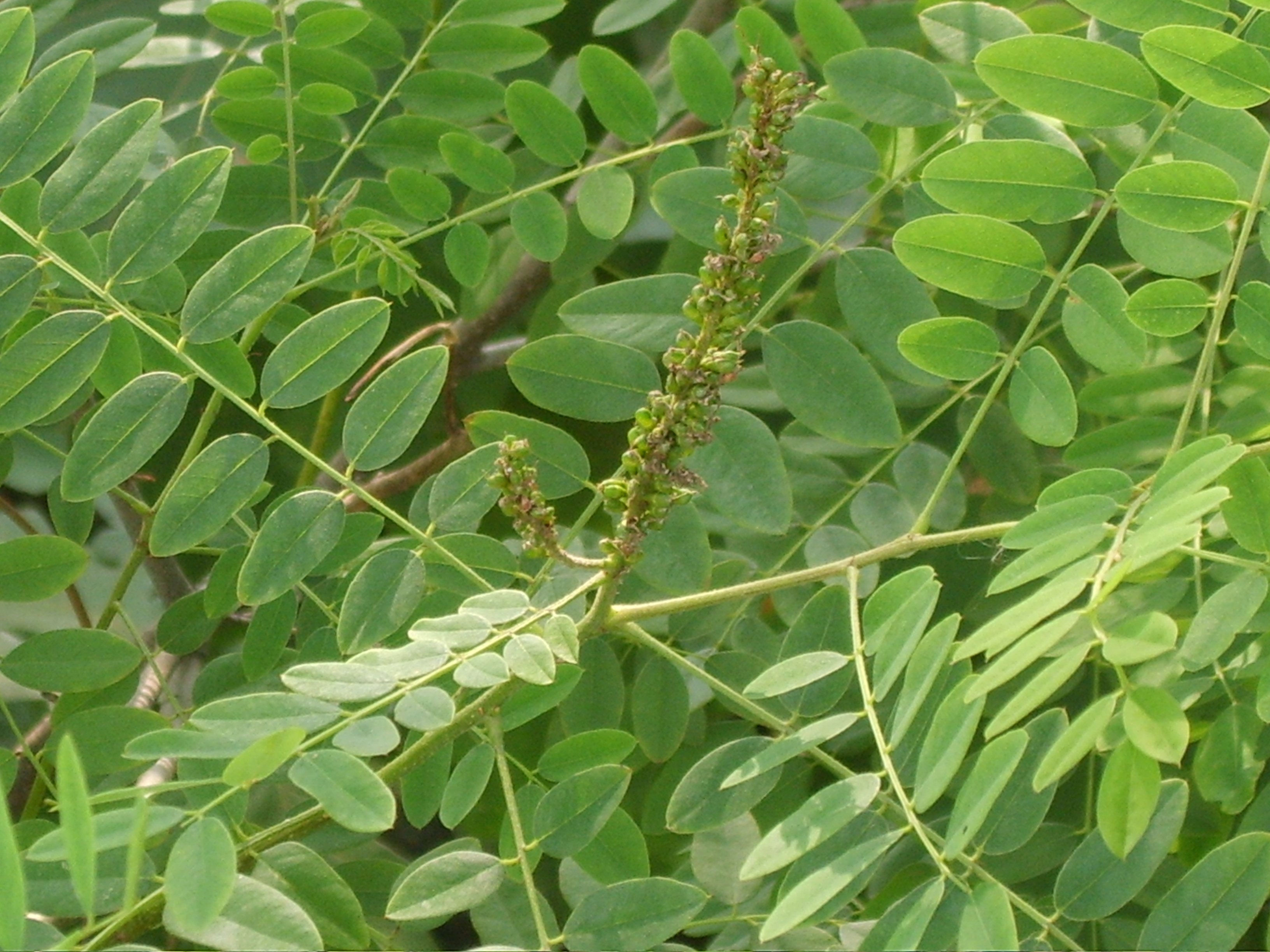
Blätter

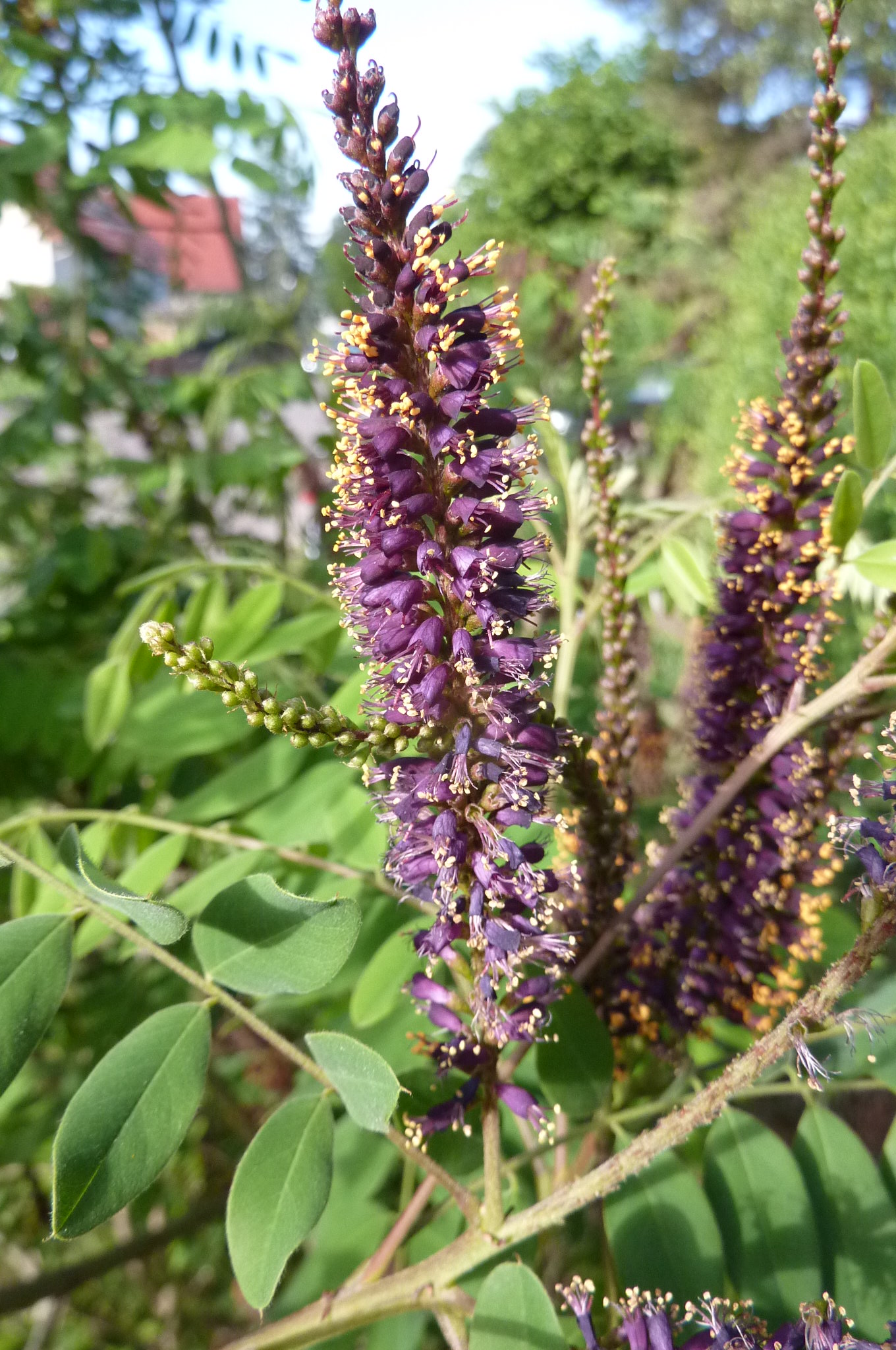
Blütenstand

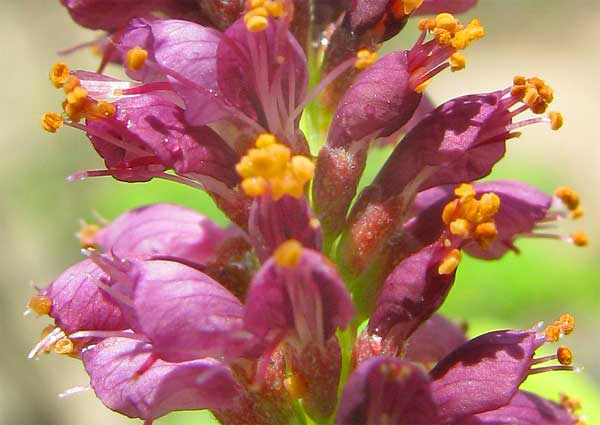
Blüten

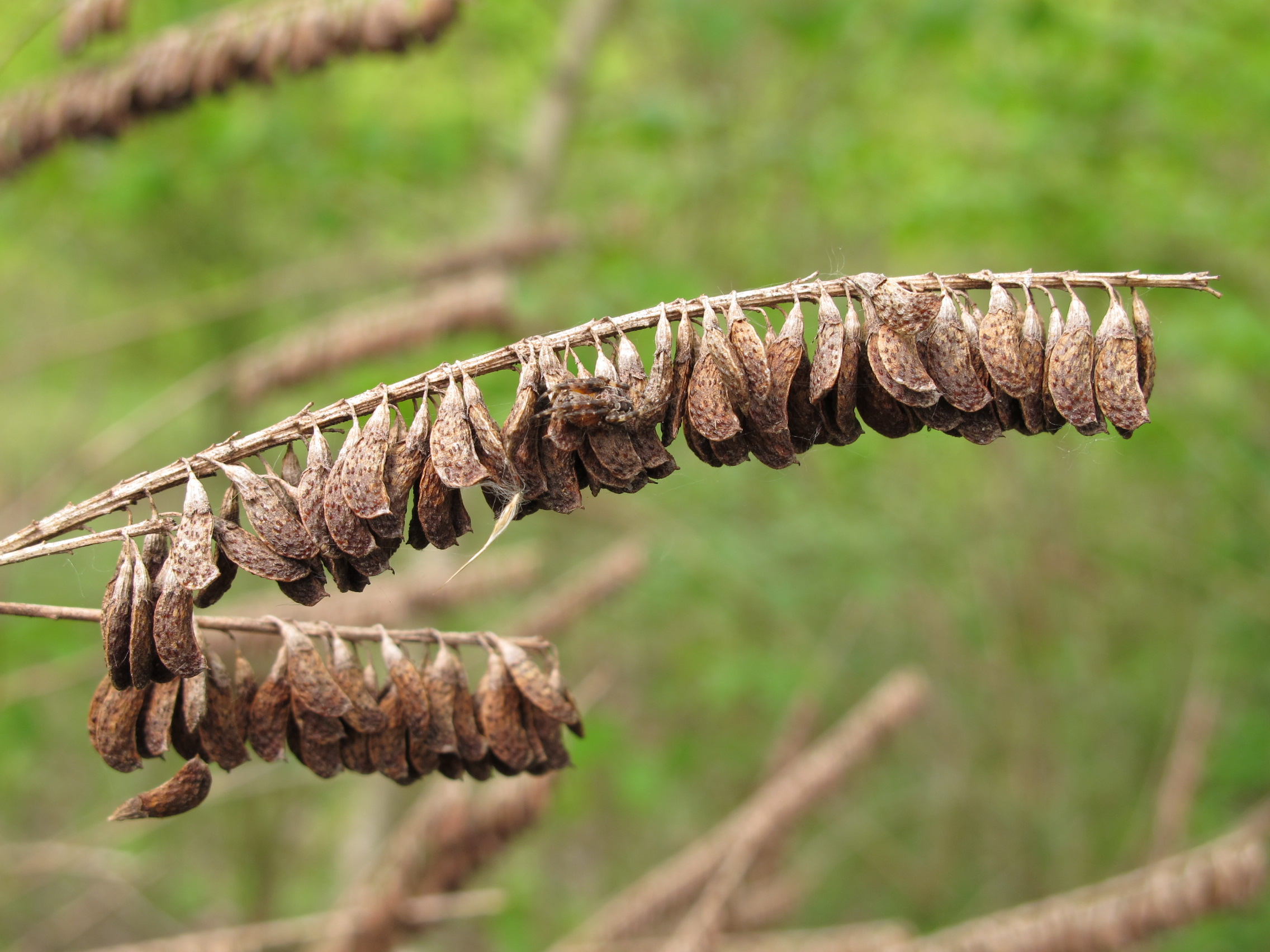
Fruchtstand

Bastardindigo, Scheinindigo, Bleibusch oder Falscher Indigo (Amorpha fruticosa) ist eine Pflanzenart aus der Gattung Amorpha in der Familie der Hülsenfrüchtler (Fabaceae) aus der Unterfamilie der Schmetterlingsblütler.

## Beschreibung
Der Bastardindigo ist ein aufrechter, laubabwerfender Strauch, der eine Höhe von 1 bis 4 Meter erreicht. Seine jungen Triebe sind weich behaart, verkahlen aber später.
Die wechselständigen und kurz gestielten Laubblätter sind 9- bis 25-zählig, oft wechselnd, unpaarig gefiedert und erreichen eine Länge von bis zu 30 cm. Ihr Blattstiel wird bis 4 cm lang. Die kurz gestielten, drüsigen und ganzrandigen Fiederblättchen sind eiförmig bis elliptisch oder länglich, tragen vorne eine kurze Stachelspitze und erreichen eine Länge bis 4 cm. Auf der Unterseite sind sie anfangs hellgrau behaart, verkahlen aber bald. Die Nebenblätter sind borstenförmig, fallen aber schon früh ab. Es sind feine Nebenblättchen vorhanden. Die Blätter duften stark.
Der Bastardindigo ist protogyn, also vorweiblich. Er blüht von Juni bis August, selten bis September. Die kleinen, duftenden, zwittrigen, kurz gestielten Blüten mit doppelter Blütenhülle stehen in 7 bis 17 cm langen, aufrechten, end- oder achselständigen und fein behaarten, dichten Trauben. Es sind meist abfallende, feine, schmale Trag- und Deckblätter vorhanden. Der kleine, becherförmige und oben leicht behaarte, gezähnte Kelch ist drüsig. Nur die breite Fahne ist von den typischen Schmetterlingsblüten vorhanden, während die seitlichen Flügel und das Schiffchen fehlen. Die Fahne ist aufrecht, röhrig eingerollt, purpurn bis dunkelviolett und umfasst die Staubblätter. Die Staubbeutel der zehn abgestuft ungleich langen, an der Basis einbrüderigen und leicht vorstehenden Staubblätter sind gelb. Der lange Giffel ist schütter behaart. Es sind Nektarien im Kelch vorhanden.
Die kleinen, leicht gebogenen Früchte sind bis 10 Millimeter lange und einsamige, drüsig-warzige, nicht öffnende, geschnäbelte Hülsenfrüchte mit beständigem Kelch. Die glatten, harten, länglichen, abgeflachten Samen sind bis 5 Millimeter lang, bräunlich und leicht nierenförmig. Die Früchte stehen noch länger Zeit an der Pflanze.
Die Chromosomenzahl beträgt 2n = 40.

## Ökologie
Die Bestäuber sind verschiedene Insekten, vor allem Honigbienen. In Amerika wird sie auch durch Kolibris bestäubt.
Die Pflanze wurde aufgrund ihres Ausbreitungspotenzials und der Schäden in den Bereichen Biodiversität, Gesundheit bzw. Ökonomie in die Schwarze Liste der invasiven Neophyten der Schweiz aufgenommen.

## Standort
Der Bastardindigo wächst in lichten Laubwäldern, an Säumen, in Prärien und in Trockengebüschen. Er toleriert trockene Böden. Er gedeiht in der Schweiz in den Gesellschaften des Verbands Auen-Weidengebüsch (Salicion elaeagni).
Die ökologischen Zeigerwerte nach Landolt et al. 2010 sind in der Schweiz: Feuchtezahl F = 3+w+ (feucht aber stark wechselnd), Lichtzahl L = 3 (halbschattig), Reaktionszahl R = 3 (schwach sauer bis neutral), Temperaturzahl T = 4+ (warm-kollin), Nährstoffzahl N = 4 (nährstoffreich), Kontinentalitätszahl K = 4 (subkontinental).

## Verbreitung
Er stammt ursprünglich aus den kontinentalen Regionen Nordamerikas, vom südlichen Kanada bis Florida und dem nördlichen Mexiko. Er ist aber in Eurasien von Frankreich bis China und Japan eingeführt.

## Taxonomie
Der Bastardindigo wurde 1753 von Carl von Linné in Species Plantarum Band 2, Seite 713 als Amorpha fruticosa erstbeschrieben. Der Gattungsname leitet sich von griechisch "morphe" = "Gestalt" her, das "a" meint Verneinung und bezieht sich auf die ganz andere Gestalt der Blüte als die anderer Schmetterlingsblütler.

## Nutzung
Von den europäischen Siedlern in Nordamerika wurden die Blätter und junge Triebe des Bastardindigos anstelle des Indigostrauchs (Indigofera tinctoria) zum Blaufärben verwendet. Allerdings enthalten sie nur wenig Farbstoff. Die Art ist in Mitteleuropa frosthart und wird gelegentlich als Ziergehölz, Bienenweide und als Erosionsschutz an Böschungen angepflanzt. Sie wird in Mitteleuropa seit 1724 angepflanzt.